# Hertekamp (equip ciclista)
L'equip Hertekamp va ser un equip ciclista belga, de ciclisme en ruta que va competir entre 1970 i 1973. No s'ha de confondre amb els equips Goldor-Hertekamp i Van Cauter-Magniflex. De 1974 a 1988 va competir en la modalitat de ciclocròs.

## Principals resultats
- Gran Premi de Fourmies: Noël Vantyghem (1970)
- Campionat de Flandes: Noël Van Clooster (1970)
- París-Tours: Rik Van Linden (1971)
- Volta a Suïssa: Georges Pintens (1971)
- Milà-Torí: Georges Pintens (1971)
- Gant-Wevelgem: Georges Pintens (1971)
- Druivenkoers Overijse: Georges Pintens (1971)
- Halle-Ingooigem: Noël Van Clooster (1971)

### A les grans voltes
- Giro d'Itàlia
  - 2 participacions (1970, 1971)
  - 0 victòries d'etapa:

- Tour de França
  - 0 participacions

- Volta a Espanya
  - 1 participacions (1970)
  - 1 victòries d'etapa:
    - 1 el 1970: Jean Ronsmans

  - 0 classificació finals:
  - 0 classificacions secundàries: